# Konjščina
Konjščina est un village et une municipalité située dans le comitat de Krapina-Zagorje, en Croatie. Au recensement de 2001, la municipalité comptait 4 074 habitants, dont 98,97 % de Croates et le village seul comptait 987 habitants.

## Histoire

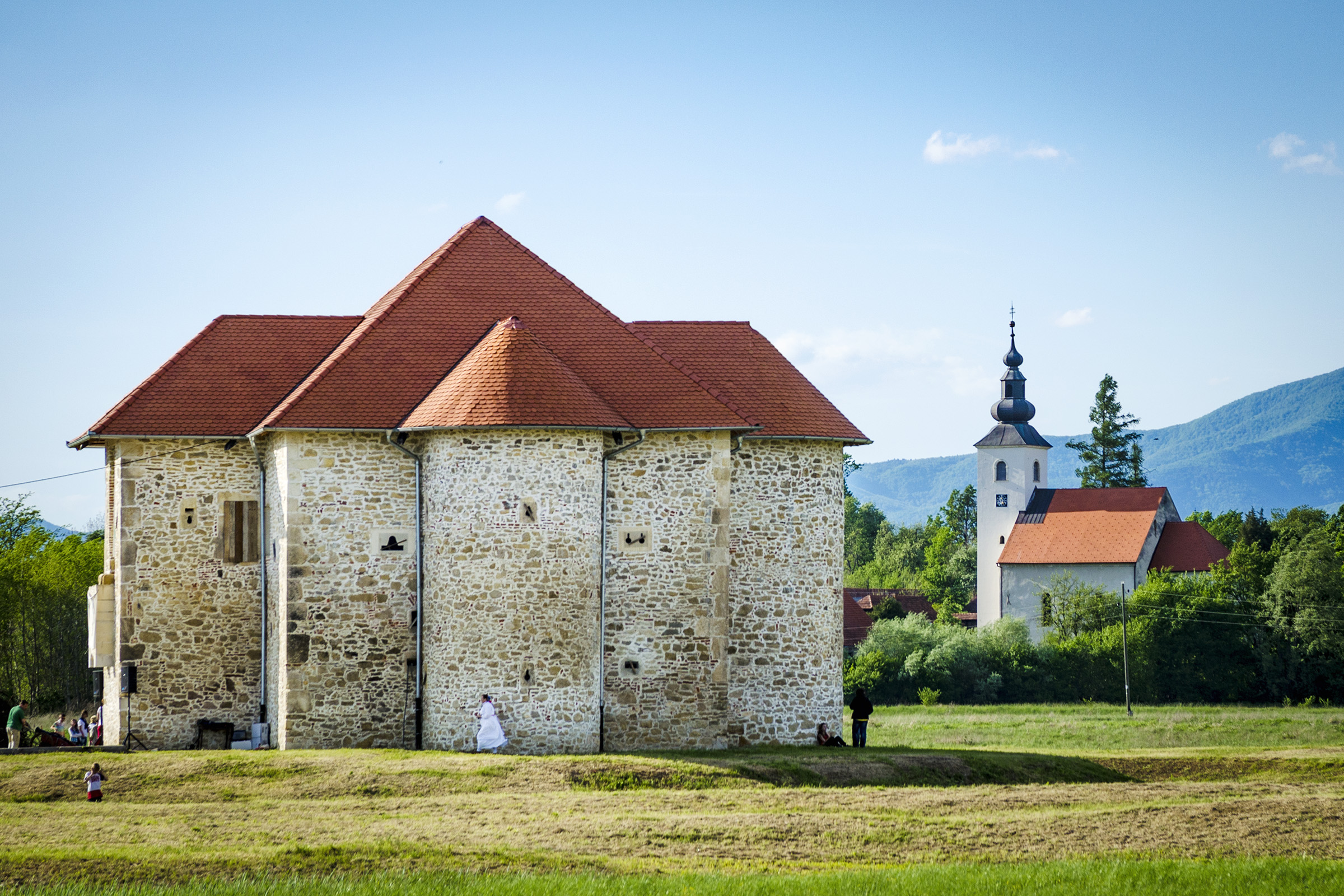
Ancienne église fortifiée de Konjščina

## Localités
La municipalité de Konjščina compte 16 localités :
| - Bočadir - Bočaki - Brlekovo - Donja Batina - Donja Konjščina - Galovec - Gornja Konjščina - Jelovec | - Jertovec - Klimen - Konjščina - Kosovečko - Krapina Selo - Pešćeno - Sušobreg - Turnišće |